# Paromenia marginata
Paromenia marginata är en insektsart som beskrevs av Young 1977. Paromenia marginata ingår i släktet Paromenia och familjen dvärgstritar. Inga underarter finns listade i Catalogue of Life.